# Attagenus vestitus
Attagenus vestitus is een keversoort uit de familie spektorren (Dermestidae). De wetenschappelijke naam van de soort werd in 1855 gepubliceerd door Johann Christoph Friedrich Klug.